# Wilkowice (okres Bílsko-Bělá)
Wilkowice (německy Wolfsdorf) je vesnice v jižním Polsku ve Slezském vojvodství v okrese Bílsko-Bělá, která spolu s obcemi Bystrá a Meszna tvoří gminu Wilkowice. Leží na úpatí Malých Beskyd ve Wilkowické bráně (srov. Żywiecká kotlina) na říčkách Wilkówka a Mesznianka, na severu sousedí s Bílskem-Bělou. Prochází tudy rychlostní silnice S1 z Bílska-Bělé směrem ke slovenským hranicím a také stejným směrem vedoucí železniční trať se stanicí Wilkowice Bystra. V roce 2011 zde žilo 6 761 obyvatel.

## Historie
Vesnice vznikla pravděpodobně mezi roky 1310 a 1320 během cisterciácké kolonizace, kdy opatem v Rudech u Ratiboře byl Balwin, přezdívaný Vlk (polsky Wilk). První zmínka o obci (Abbatisvilla) pochází z roku 1364. Patřila Osvětimskému knížectví a s ním byla součástí nejdřív Českého království, poté v letech 1457–1772 Polska (od roku 1450 v rámci samostatného Żywieckého panství), resp. polsko-litevské říše, a následně Habsburské monarchie. Z hlediska kulturně-geografického se řadí k Malopolsku, resp. Západní Haliči.
V roce 1929 byla k Wilkowicím přičleněna obec Huciska ležící jihovýchodně od vlastních Wilkowic. Do roku 1936 sahají dějiny Železniční nemocnice Wilkowice, původně sanatoria pro léčbu tuberkulózy.

## Turistika
Ve vesnici se nachází katolický kostel sv. Michaela Archanděla (novogotický z roku 1900), vesnice je také východiskem turistických značených cest do Malých Beskyd a Slezských Beskyd.
- žlutá turistická značka vede na Klimczok přes Mesznou a chatu na Groni
- zelená turistická značka vede na Magurku a opačným směrem také na Klimczok přes sedlo Kołowrót
- modrá turistická značka vede na Klimczok přes Bystrou

## Partnerské obce
- Krásná (Moravskoslezský kraj)
- Likavka (Slovensko)
- Bziny (Slovensko)
- gmina Lubiewo (Polsko)